# Kisszekeres
Kisszekeres község Szabolcs-Szatmár-Bereg vármegyében, a Fehérgyarmati járásban.

## Fekvése
A vármegye keleti részén fekszik, a Szamos és Túr folyók között.
Szomszédai: észak felől Fülesd, északkelet felől Vámosoroszi, délkelet felől Darnó, dél felől Jánkmajtis, délnyugat felől Nagyszekeres, északnyugat felől pedig Nemesborzova és Mánd.
Legközelebbi szomszédja Nagyszekeres, amitől mindössze 2 kilométer választja el; a legközelebbi város, Fehérgyarmat 12 kilométerre fekszik. A térség más fontosabb települései közül Csengersimától 18, Tunyogmatolcstól 17, Mátészalkától pedig 27 kilométer távolságra található.

### Megközelítése
A településen végighúzódik, annak főutcájaként a Nagyszekerestől Fülesdig vezető 4133-as út, közúton csak ezen érhető el, Nagyszekeresen vagy Vámosoroszin keresztül. Északi külterületei között elhalad a 491-es főút és a 4132-es út is, de lakott területeit ezek nemigen érintik.
A hazai vasútvonalak közül a települést a Nyíregyháza–Mátészalka–Zajta-vasútvonal érinti, amelynek egy megállási pontja van itt. Kisszekeres megállóhely a lakott terület déli szélénél helyezkedik el, közvetlenül a vasút és a 4133-as út keresztezésénél.

## Története
Kisszekerest az oklevelekben 1181-ben említik először.
Már 1359-ben a Szekeressy család birtoka.
1404-ben a Kölcsey 1422-ben a Domahidy, 1446-ban az Ujhelyi családbelieknek van itt még zálogos birtoka. 1460-ban a Károlyi, 1481-ben a Bornemisza, 1490-ben a Rozsályi Kún és a Drágfi családok a földesurai. 1515-ben Czégényi Kende Pétert iktatták be részeibe. 1524-ben Drágfi János a rozsályi uradalomhoz csatolta.
1555-ben Drágfi János utód nélküli elhunyta után birtokát a Rozsályi Kún, majd 1672-ben gróf Zinzendorff család kapta, amelytől  Du Jardin örökölte.
A 18. században földesurai a Domahidy, Pongrácz, Morvay, Fogarassy, Isaák, gróf Majláth, Ajtay, Osváth és Mándy családok.
A 19. században, a szabadságharc után mellettük még báró Haynau és Vállyi János is szerez itt birtokot.
A 20. század elején a Haynau család, és a Vállyi család örököseinek birtoka.

## Közélete

### Polgármesterei
- 1990–1994: Balogh Lőrinc (független)[3][4]
- 1994–1998: Id. Homoki László (független)[5][6]
- 1998–2002: Id. Homoki László (független)[7][8]
- 2002–2005: Id. Homoki László (független)[9][10]
- 2005–2006: Szigeti Bertalan Árpád (független)[11]
- 2006–2010: Szigeti Bertalan Árpád (független)[12]
- 2010–2014: Szigeti Bertalan Árpád (független)[13]
- 2014–2016: Szigeti Bertalan Árpád (független)[14][15]
- 2016–2018: Berki Balázs (független)[16][17]
- 2018–2019: Váradiné Vincze Szilvia (független)[18]
- 2019–2024: Gyöngyösi Attila Károly (független)[19]
- 2024– : Gyöngyösi Attila Károly (független)[1]

A településen 2005. július 24-én időközi polgármester-választást tartottak, az előző polgármester halála miatt.
A 2014–2019 közti önkormányzati ciklusban két időközi választásra is sor került a községben, előbb 2016. december 11-én, majd alig több mint egy évvel később, 2018. január 14-én. Az előbbire az addigi polgármester lemondása miatt volt szükség, az utóbbira pedig az előző képviselő-testület önfeloszlatása miatt.
A településen a 2024. június 9-i önkormányzati választás után, a polgármester-választás tekintetében nem lehetett eredményt hirdetni, mert szavazategyenlőség alakult ki az öt független jelölt közül kettő, Demeter Csabáné és Nagy Barna Géza között (a hivatalban lévő polgármester ekkor nem jelöltette magát). Az emiatt szükségessé vált időközi választást 2024. szeptember 15-én tartották meg, ezen már újból elindult a hivatalban lévő faluvezető, Gyöngyösi Attila Károly is, aki meg is nyerte a választást.

## Népesség
A település népességének változása:
| Lakosok száma | 580  | 573  | 555  | 489  | 505  | 499  | 504  |
|               | 2013 | 2014 | 2015 | 2021 | 2022 | 2023 | 2024 |

2001-ben a település lakosságának 91%-a magyar, 9%-a cigány nemzetiségűnek vallotta magát.
A 2011-es népszámlálás során a lakosok 96,4%-a magyarnak, 14,8% cigánynak, 0,2% görögnek, 0,2% örménynek, 0,2% románnak mondta magát (3,6% nem nyilatkozott; a kettős identitások miatt a végösszeg nagyobb lehet 100%-nál). A vallási megoszlás a következő volt: római katolikus 5,9%, református 81,1%, görögkatolikus 0,9%, evangélikus 0,2%, izraelita 0,2%, felekezeten kívüli 4,3% (7,1% nem válaszolt).
2022-ben a lakosság 91,7%-a vallotta magát magyarnak, 21,8% cigánynak, 0,2-0,2% németnek, bolgárnak, ukránnak és románnak, 1% egyéb, nem hazai nemzetiségűnek (8,3% nem nyilatkozott; a kettős identitások miatt a végösszeg nagyobb lehet 100%-nál). Vallásuk szerint 2,8% volt római katolikus, 66,7% református, 1,2% görög katolikus, 0,4% egyéb keresztény, 11,1% felekezeten kívüli (17,6% nem válaszolt).

## Nevezetességei
- Református templom – 1500-as években épült, műemlék. A templom helyén álló kápolnát a Boldogságos Szűz tiszteletére emelték egy 1328-as feljegyzés szerint. A református templomban 13. századból való bútorok is találhatók. Faragott, festett szószéke 1711-ből való. Sokszögzáródású szentélyének északi falában középkorból származó szentségtartó fülke található. Az épületet 1986–1999-között újították fel.
- Fa harangláb – 1699-ben épült.
- Falumúzeum – 2003-ban adták át.
- A Millenniumi park, melyben emlékoszlop áll.

## Híres szülöttei
- Berky Ferenc (1824 Kisszekeres) festő is a faluban született 1824-ben.

Korán hajlamot érzett a festészetre. Gaál akadémiai festőtől tanult, aki korán felismerte tehetségét, és a törekvő ifjút magával vitte a fővárosba.
Az 1840-es években a vármegye birtokos családjainak portrékat, arcképeket festett, majd 1847-ben Szatmáron telepedett le, ahol arckép- és templomifestőként élt, de csendéletei  is különösen sikeresek voltak. A környéken több mint félszázra tehető azon templomok száma – ezek nagy része a vármegye területére esett – melyek oltárképeit, freskóit Berky F. készítette.